# Anampses caeruleopunctatus
Anampses caeruleopunctatus là một loài cá biển thuộc chi Anampses trong họ Cá bàng chài. Loài này được mô tả lần đầu tiên vào năm 1829.

## Từ nguyên
Tính từ định danh của loài được ghép bởi hai từ trong tiếng Latinh, là caeruleo ("xanh lam") và punctatus ("có đốm"), hàm ý đề cập đến các đốm xanh sáng trên cơ thể cá cái (nối thành các đường sọc ở cá đực).

## Phạm vi phân bố và môi trường sống
Từ Biển Đỏ và vùng biển phía nam bán đảo Ả Rập, A. caeruleopunctatus được ghi nhận dọc theo vùng biển Đông Phi và trải dài đến Nam Phi, bao gồm Madagascar và hầu hết các đảo quốc trên Ấn Độ Dương, cũng như vùng biển phía nam Ấn Độ và Tây Úc.
Ở Tây Thái Bình Dương, từ biển Andaman, phạm vi của A. caeruleopunctatus trải dài đến khắp các vùng biển Đông Nam Á và mở rộng đến hầu hết các đảo quốc, quần đảo thuộc châu Đại Dương ở phía đông (trừ quần đảo Hawaii), xa nhất là đến đảo Phục Sinh (Chile), ngược lên phía bắc đến vùng biển phía nam Nhật Bản, giới hạn phía nam đến bờ đông Úc, bao gồm đảo Lord Howe.
Môi trường sống của A. caeruleopunctatus là các rạn san hô ngoài khơi và trong các đầm phá, cũng như trên các bờ đá ở độ sâu đến ít nhất là 30 m.

## Mô tả
A. caeruleopunctatus có chiều dài cơ thể tối đa được biết đến là 42 cm. Vây đuôi cụt hoặc hơi bo tròn. Cá cái có màu nâu đến màu ô liu ở thân trên, phớt màu cam nhạt ở thân dưới và bụng. Cơ thể và các vây có các hàng đốm màu xanh lam sáng, hợp thành các vệt đốm to hơn ở đầu (nhiều vệt bao quanh mắt). Vây hậu môn và vây bụng màu đỏ. Cá đực màu ô liu, vảy có các vạch màu xanh óng. Phía sau vây ngực có dải sọc màu xanh lục nhạt, nằm bên dưới gai vây lưng thứ sáu. Đầu có các vệt sọc màu xanh lam, trong đó có một sọc dày băng ngang mắt (ở trước mõm). Vây lưng và vây hậu môn phớt đỏ, có các dải sọc xanh sáng ở rìa và ngay gốc vây. Vây đuôi hơi đỏ với các sọc xanh dọc theo tia vây. Gốc vây ngực có vạch màu nâu cam. Trong quá trình tán tỉnh, dải màu xanh lam băng qua mắt và dải màu lục nhạt trên thân trở nên sáng màu hơn.
Số gai ở vây lưng: 9; Số tia vây ở vây lưng: 12; Số gai ở vây hậu môn: 3; Số tia vây ở vây hậu môn: 12; Số tia vây ở vây ngực: 13; Số vảy đường bên: 27; Số lược mang: 18–21.

## Sinh thái học
Thức ăn của A. caeruleopunctatus là những loài động vật giáp xác, động vật thân mềm và giun nhiều tơ. Cá đực có thể sống theo chế độ hậu cung, gồm nhiều con cái cùng sống trong lãnh thổ của nó. Chúng hoạt động vào ban ngày và vùi mình xuống đáy biển vào ban đêm.
Loài này thường được đánh bắt trong ngành buôn bán cá cảnh, và ở một số khu vực, loài này được xem là một nguồn thực phẩm.